# Кандиоти, Франсиско
Франсиско Антонио Кандиоти (исп. Francisco Antonio Candioti; 23 августа 1743, Санта-Фе — 27 августа 1815, Санта-Фе) — аргентинский землевладелец и политик, первый губернатор провинции Санта-Фе в 1815 году.

## Биография

### Семья
Родился 23 августа 1743 года в городе Санта-Фе. Старший сын Антонио Кандиоти-и-Мухики (1701—1753) и Марии Андреа де Себальос. Он женился на Хуане де Ларраменди и Мансо, наследниками всех его активов были его две законные дочери: Долорес (род. 1802), жена Антонио Игнасио Креспо Сабала, и Петрона (1809—1889), замужем за Урбано де Ириондо Нарбарте.

### Самый богатый человек в Рио-де-ла-Плата
Член могущественной и традиционной семьи Вера Мухика, он с юных лет посвятил себя речной торговле с Парагваем. Некоторое время он был комендантом границами «города Кокимбо» (Ла-Серена) в Чили, но вскоре вернулся в Санта-Фе. Там он посвятил себя торговле мулами между своей провинцией и провинцией Сальта, используя маршрут, который проходит напрямую из Санта-Фе в Сантьяго-дель-Эстеро, минуя Кордову. Это изменение принесло ему большую прибыль, которую он вложил в покупку ранчо в Энтре-Риос. Он стал владельцем 300 квадратных лиг, около 750 тысяч гектаров, на которых паслось 250 тысяч голов крупного рогатого скота и 300 тысяч лошадей и мулов. Он также владел землей и правами в Перу и в чилийском городе Ла-Серена, что делало его самым богатым человеком в Рио-де-ла-Плата.
У него были очень дружеские отношения с индейцами Гран-Чако, которым он платил пошлины за проход через их земли и, при необходимости, руководил обороной Санта-Фе, зная о разногласиях между племенами. Он жил верхом и выходил на коня только для того, чтобы поесть и поспать. Он даже писал письма, сидя на лошади. При жизни он получил прозвище — Принц Гаучо, весьма престижное прозвище в его провинции и уничижительное в устах жителей Буэнос-Айреса.
Он помог основать город Бахада-дель-Парана, современный город Парана, но под его давлением город продолжал зависеть от Санта-Фе. Он был судьей в торговом консульстве Санта-Фе, но оставил эту должность в 1801 году.

### Майская революция
В 1810 году Франсиско Кандиоти оказал поддержку Майской революции в Буэнос-Айресе, и совет Санта-Фе ходатайствовал о назначении его вице-губернатором Санта-Фе, но на эту должность был назначен испанец Мануэль Руис. По его инициативе Хуан Франсиско Таррагона стал депутатом Великой хунты.
Он сотрудничал с Мануэлем Бельграно во время его экспедиции в Парагвай и одолжил крупные суммы денег революционному правительству, которые ему удалось вернуть лишь частично.
Прибыв в город Санта-Фе 1 августа 1810 года, Мануэль Бельграно был принят местными жителями и владельцами северных ранчо, среди которых был и Кандиоти. 8 августа герой написал Первому совету: «…многие соседи, и даже религиозные люди, пришли предложить себя в помощь экспедиции на другой берег. Я принял дона Франсиско Антонио Кандиоти, который будет сопровождать меня до его эстансий или дальше, если мне так покажется…»
Почти полное прекращение торгового сообщения с Верхним Перу обесценило мулов и затруднило их продажу. Во время одного из вторжений роялистов в Сальту испанские военные реквизировали всех её мулов.
Он постепенно склонялся к федерализму лидера Восточной группы Хосе Хервасио Артигаса, когда столкнулся с триумвиратами и Директорией. Когда сторонники Артигаса разгромили силы Директории в Энтре-Риос, Франсиско Кандиоти выступил посредником между Директорией и Артигасом, подписав с последним мирный договор в Белене.

### Первый губернатор провинции Санта-Фе
24 марта 1815 года последний вице-губернатор Санта-Фе Эустокио Диас Велес, столкнувшись с невозможностью противостоять вторжению армии Артигаса под командованием Мануэля Артигаса и Эусебио Эренью, поддерживаемой небольшой военно-морской эскадрой под командованием Луиса Ланче, и чтобы не подвергать население Санта-Фе бедствиям, вызванным войной, решил передать командование совету, покинуть Санта-Фе и отступить со своими войсками в сторону Буэнос-Айреса.
31 марта совет Санта-Фе назначил человека, обладающего репутацией, рвением и активностью, временным политическим и военным губернатором и суперинтендантом казначейства до заседания Всеобщего народного конгресса. Эту должность занял Франсиско Антонио Кандиоти. Санта-Фе начинался как автономная провинция. Временно исполняющий обязанности губернатора Франсиско Кандиоти принял Артигаса в Санта-Фе, подтвердив, что провинция находится в союзе с федеральным лидером и правительством Буэнос-Айреса, но отказывается подчиняться ему. 26 апреля Кандиоти был избран губернатором.
Во время своего недолгого правления он посвятил себя защите от постоянных угроз со стороны коренного народа Гран-Чако, строя форты, подписывая мирные договоры и отправляя туда францисканских монахов.
Вскоре после вступления в должность Франсиско Кандиоти серьезно заболел, как раз в то время, когда унитарианская экспедиция из Буэнос-Айреса наступала на его провинцию, направляясь в Энтре-Риос и Восточную полосу, чтобы атаковать Артигаса. Однако 3 апреля авангард этой армии поднял восстание в Фонтесуэласе, которое закончилось свержением верховного правителя Карлоса Марии де Альвеара.
Игнасио Альварес Томас взял на себя руководство Директорией и провозгласил мир с федералистами, но через несколько месяцев он отправил в Санта-Фе новую экспедицию: армию из 3500 человек, которая двинулась вдоль реки Парана под командованием генерала Хуана Хосе Вьямонте. Теоретически он должен был защищать Санта-Фе от Артигаса (без приглашения), но у него был секретный приказ арестовать Кандиоти и его союзников.
Губернатора Кандиоти из-за болезни 25 июня временно сменил Педро Томас де Ларречеа.
Франсиско Кандиоти умер в Санта-Фе 27 августа 1815 года, через четыре месяца после вступления в должность губернатора и через два дня после прибытия Хуана Вьямонте в Санта-Фе. На следующий день Хуан Франсиско Таррагона был избран губернатором, и в Санта-Фе он восстановил подчинение Буэнос-Айресу. Но в марте 1816 года революция снова отделила Санта-Фе от Буэнос-Айреса. На этот раз автономия была окончательной.

## Источчники
- Gianello, Leoncio, Historia de Santa Fe, Ed. Plus Ultra, Bs. As., 1986.
- Tarragó, Griselda B. y Barriera, Darío G., Nueva historia de Santa Fe, tomo 4, Ed. Prohistoria, Rosario, 2006.
- Sáenz Quesada, María, Los estancieros, Ed. De Belgrano, Bs. As., 1980.
- Bosch, Beatriz, Historia de Entre Ríos, Ed. Plus Ultra, Bs. As., 1991.